# بيل شيبرد (لاعب كرة قدم أمريكية)
بيل شيبرد (بالإنجليزية: Bill Shepherd)‏ هو لاعب كرة قدم أمريكية أمريكي، ولد في 4 ديسمبر 1911 في كليرفيلد في الولايات المتحدة، وتوفي في 8 مارس 1967.